# Bussola Versilia

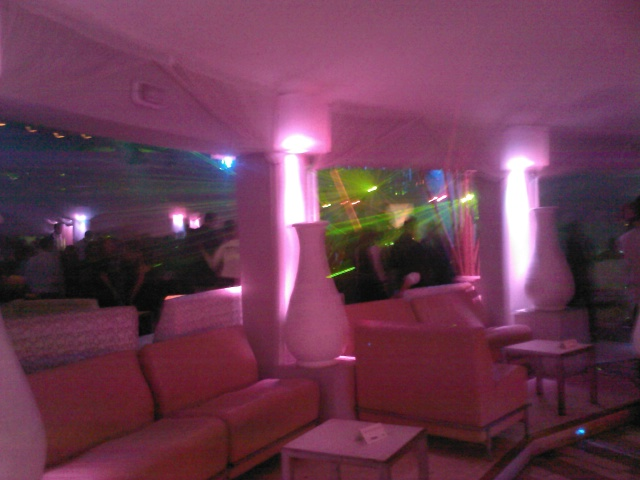
Intérieur de la Bussola Versilia à Le Focette de Marina di Pietrasanta.

La Bussola (Bussola Versilia depuis 2007) est une boîte de nuit sur le lungomare de Marina di Pietrasanta, près de la localité de Le Focette, en Toscane.

## Histoire
Fondée par Sergio Bernardini (it) en 1955, elle est avec La Capannina di Franceschi un des établissements de nuit les plus populaires de la Versilia à partir des années 1960.